# Ionotus alector
Ionotus alector is een vlindersoort uit de familie van de prachtvlinders (Riodinidae), onderfamilie Riodininae.
Ionotus alector werd in 1837 beschreven door Geyer.